# David Mondaca
David Mondaca Arauz (Beni, Bolivia, 1955) es un actor boliviano de teatro y cine. En el teatro ha interpretado historias de personajes bolivianos como Raúl Lara y Jaime Sáenz. Mientras que en el cine participó de más de una decena de ficciones nacionales e internacionales.  

## Biografía
David Mondaca nació en Beni el año 1955. Explica que su primer acercamiento al teatro fue en su escuela fiscal, hecho que está retratado en su obra Hermano de madera. En 1973 se sumó al elenco de Teatro Estudio dirigido por Eduardo Perales Sánchez, quien fue secuestrado por el régimen de Hugo Bánzer Suárez. Sin embargo, el elenco continuó con la puesta en escena de obras que abordaban el contexto político de la época.

## Trayectoria
Inició su trayectoria el año 1973. Desde ese entonces formó parte de diferentes elencos de Bolivia, participando en más de 100 obras de teatro y varias producciones cinematográficas nacionales e internacionales.  En 1990 fundó el grupo Quartocreciente. Durante gran parte de su trabajo actoral y de dirección de teatro llevó a las tablas las obras del escritor Jaime Sáenz.
En cine participó en las producciones bolivianas Amargo Mar de Antonio Eguino, El Día Que Murió el Silencio de Paolo Agazzi, El triángulo del lago de Marcos Loayza y recientemente en La Casa del Sur de la directora boliviana Carina Oroza Daroca. También actuó en producciones cinematográficas de Paraguay, Argentina y Uruguay con el  cineasta Hugo Herrera, Pedro Asquini, Omar Viale y Carlos Aguilera.

## Premios
- Reconocimiento de la Cámara de Diputados de Bolivia, 2015.[6]